# Комсомольська (антарктична станція)
Комсомольська (рос. Комсомольская) — нині закрита радянська антарктична станція.
Відкрита 6 листопада 1957 року. Продовжувала працювати до 9 березня 1959 року, після того використовувалася як сезонна станція аж до остаточного закриття в 1962 році.
Станція розташовувалася за 760 кілометрів від станції Мирний. Умови на Комсомольській схожі із такими, що на станції Восток. Комсомольська розташована на висоті 3500 метрів над рівнем моря, і знаходиться трохи далі від Південного Полюса ніж Восток. Ідентифікаційний номер станції у реєстрі Всесвітньої метеорологічної організації був 89596.

## Клімат
Станція знаходилася у зоні, котра характеризується кліматом постійного морозу. Найтепліший місяць — січень із середньою температурою -32.2 °C (-26 °F). Найхолодніший місяць — червень, із середньою температурою -66.1 °С (-87 °F).
| Клімат станції          | Клімат станції | Клімат станції | Клімат станції | Клімат станції | Клімат станції | Клімат станції | Клімат станції | Клімат станції | Клімат станції | Клімат станції | Клімат станції | Клімат станції | Клімат станції |
| Показник                | Січ.           | Лют.           | Бер.           | Квіт.          | Трав.          | Черв.          | Лип.           | Серп.          | Вер.           | Жовт.          | Лист.          | Груд.          | Рік            |
| Абсолютний максимум, °C | −22            | −25            | −30            | −36            | −28            | −51            | −40            | −46            | −45            | −41            | −28            | −19            | −19            |
| Середній максимум, °C   | −27            | −39            | −48            | −52            | −58            | −63            | −54            | −61            | −57            | −49            | −35            | −27            | −47            |
| Середня температура, °C | −32            | −45            | −52            | −56            | −60            | −65            | −60            | −66            | −61            | −55            | −41            | −33            | −52            |
| Середній мінімум, °C    | −37            | −51            | −57            | −60            | −63            | −68            | −66            | −71            | −66            | −62            | −48            | −40            | −57            |
| Абсолютний мінімум, °C  | −47            | −60            | −63            | −68            | −73            | −74            | −76            | −80            | −77            | −76            | −60            | −46            | −80            |
| Вологість повітря, %    | 70             | 71             | 63             | 64             | 73             | 77             | 77             | 76             | 80             | 62             | 70             | 72             | 71             |
| ----------------------- | -------------- | -------------- | -------------- | -------------- | -------------- | -------------- | -------------- | -------------- | -------------- | -------------- | -------------- | -------------- | -------------- |
| Джерело: Weatherbase    |                |                |                |                |                |                |                |                |                |                |                |                |                |